# Braden King
Pour les articles homonymes, voir King.
Braden King, né en 1971 en Caroline du Nord (États-Unis), est un cinéaste, photographe et artiste visuel américain basé à New York.

## Biographie
Le long métrage de Braden King, Here (2011), avec Ben Foster et Lubna Azabal, est présenté en première au festival de Sundance en 2011 et au Festival du film de Berlin de la même année et est distribué en salles par Strand Releasing en 2012. Une version d'installation multimédia du projet, Here [The Story Sleeps], a été créée au Museum of Modern Art en 2010 et a fait l'objet d'une tournée internationale avec un accompagnement de la bande originale du compositeur Michael Krassner et du Boxhead Ensemble. L'œuvre précédente de King comprend le long métrage Dutch Harbor: Where the Sea Breaks It's Back (co-réalisé avec la photographe Laura Moya), le court métrage primé Home Movie et des clips pour Glen Hansard, Sparklehorse, Sonic Youth, Bonnie 'Prince' Billy (Will Oldham) et Dirty Three.

## Filmographie
- 1998 : Dutch Harbor: Where the Sea Breaks Its Back (documentaire)
- 2005 : Looking for a Thrill: An Anthology of Inspiration (documentaire vidéo)
- 2006 : Sonic Youth: Do You Believe in Rapture? (vidéo musicale)
- 2009 : Home Movie (court métrage)
- 2010 : Homeland: The Story of the Lark (documentaire vidéo)
- 2011 : Here
- 2014 : The Film That Buys the Cinema (documentaire)
- 2017 : National Disintegrations (court métrage)
- 2020 : The Evening Hour